# Nokia 5100

Nokia 5100 a fost anunțat în 2002 și lansat în 2003.Telefonul are radio FM, este un dispozitiv care funcționează pe 3 benzi.În partea de sus a telefonului lângă butonul de pornire sunt două LED-uri albe care pot fi folosite pentru a găsi că gaura cheii când este întuneric.
Nokia 5100 are un nou joc Java (Sky Diver) și o versiune mai nouă a App Converter. Toate aceste aplicații Java pot fi șterse pentru a face loc pentru noi aplicații.
Caracteristici
- Ecran 1.5 inchi CSTN
- Memorie internă: 725 KB
- Radio FM Stereo
- Termometru și Calorie Counter
- Lanternă LED
- Infraroșu
- GPRS
- Jocuri Java (Sky Driver, Triple Pop și Bounce)